# Vogel- und Tierpark Irgenöd
Koordinaten: 48° 33′ 48,5″ N, 13° 15′ 5,3″ O
Der Vogel- und Tierpark Irgenöd liegt am nordöstlichen Ortrand von Ortenburg im niederbayerischen Landkreis Passau.

## Geschichte
Der Park wurde von Erich Schobesberger (1944–2024) als Vogelpark erbaut und 1975 eröffnet. Er galt lange Zeit als größter Vogelpark Süddeutschlands.
Heute leben rund 100 verschiedene Vogelarten und 14 Säugetierarten im Park, weshalb er in Vogel- und Tierpark Irgenöd umbenannt wurde. Das Gelände des Parks umfasst sechs Hektar. Der Park ist Mitglied in der Deutschen Tierparkgesellschaft und im Deutschen Wildgehege-Verband.

## Tierbestand
Zu den im Park gehaltenen besonderen Vogelarten gehören Helmkasuar, Falklandkarakara, verschiedene Hornvogelarten, Rosaflamingos, Weißkopfseeadler, Andenkondor, Marabu, verschiedene Kranicharten, verschiedene Papageien- und Sitticharten und verschiedene Eulenarten.
An Säugetieren leben im Park Minipferd, Trampeltier, Erdmännchen, Totenkopfäffchen, Chapman-Zebra, Bennett-Känguru, Große Mara, Katta, Weißbüschelaffe, Weißhandgibbon, Lisztaffe, Lama und Chinesischer Muntjak.
Es werden auch verschiedene exotische Bäume und Pflanzen gezeigt.

## Aufzuchterfolge
- 2012 gelang dem Vogel- und Tierpark zum ersten Mal die äußerst seltene Nachzucht des Helmkasuars.
- 2013 wurde ein Bennett-Känguru mit der Flasche aufgezogen.